# Putovnica Urugvaja
Putovnica Urugvaja (špa.: Pasaporte uruguayo) putna je isprava koja se državljanima Urugvaja izdaje za putovanje i boravak u inozemstvu, kao i za povratak u zemlju. Ispisana je španjolskim, portugalskom i engleskim jezikom.
Za vrijeme boravka u inozemstvu, putna isprava služi za dokazivanje identiteta i kao dokaz o državljanstvu. Putovnica Urugvaja se izdaje za neograničen broj putovanja. Urugvajsko Ministarstvo unutarnjih poslova od 16. listopada 2015. godine građanima Urugvaja je počelo izdavati biometrijske putovnice. Standardno vrijeme obrade je 20 radnih dana, no 48-satna hitna obrada je dostupna uz veću naknadu.

## Identifikacijski podaci
- slika vlasnika putovnice
- tip ("P" za putovnicu)
- kod države
- serijski broj putovnice
- prezime i ime vlasnika putovnice
- državljanstvo
- nadnevak rođenja (DD. MM. GGGG)
- spol (M za muškarce ili F za žene)
- mjesto rođenja
- nadnevak izdavanja (DD. MM. GGGG)
- potpis vlasnika putovnice
- nadnevak isteka (DD. MM. GGGG)
- izdana od